# Goedendag (wapen)

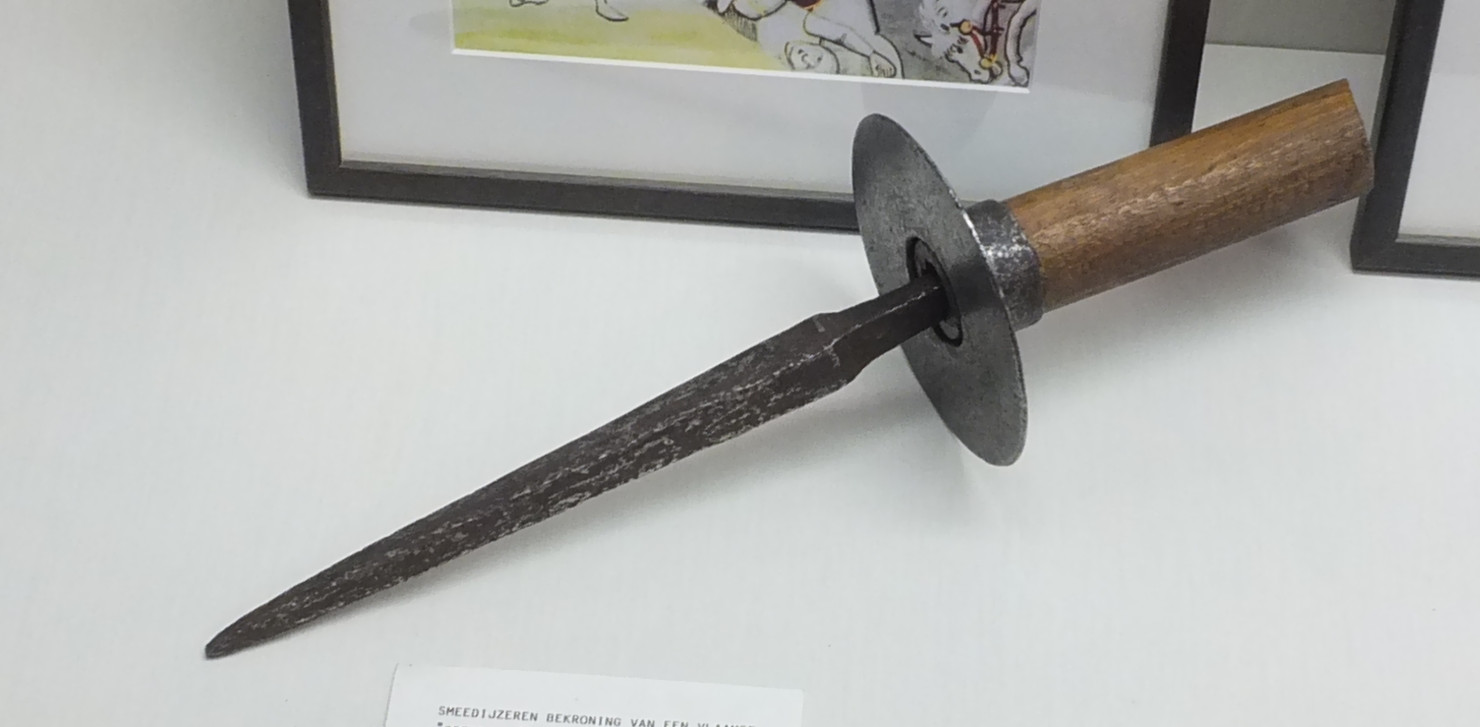
14e-eeuwse bekroning van een goedendag

De goedendag was een stok met een uitstekende pin en een ijzeren ring, waarmee gestoken en geslagen kon worden. Dit eenvoudige en goedkope doch geduchte wapen was vooral in de 13e en 14e eeuw in zwang. In de Guldensporenslag bleek het uiterst effectief tegen chargerende ruiters.

## Vorm en gebruik
Het wapen was een circa anderhalve meter lange stok van 4 tot 10 cm diameter, die aan het uiteinde dikker uitliep en daar voorzien was van een stalen punt. Het wapen kon op twee manieren gebruikt worden: als slagwapen (knots) of als steekwapen. Het was stevig genoeg om een aanval van een gepantserde ruiter te stoppen. De infanteristen met goedendags stonden achter de piekeniers. De pieken werden in de grond geplant en met beide handen vastgehouden, zodat de punt van de piek in de borst van een aanstormend paard werd gedreven. Daarna kwamen de mannen met de goedendag in actie om het werk af te maken. In de late veertiende eeuw was het wapen in onbruik geraakt omdat er nieuwe wapens waren ontwikkeld die de effectiviteit van de goedendag overtroffen.
De bekendste eigentijdse afbeeldingen van goedendags zijn op de kist van Oxford en in de Gentse Leugemeete.
In het nawoord van zijn boek Om het land te beschermen vermeldt de Vlaamse historicus en jeugdschrijver Johan Ballegeer dat het wapen mogelijk van de Moren afstamt. Het gebruik ervan zou dan door de Franse tempeliers aan de Vlamingen zijn aangeleerd, maar dit is een puur literair verzinsel.

## Naam
De herkomst van de naam is onduidelijk. De Vlamingen zelf noemden het een gepinde staf. De naam goedendag komt als 'godendac' uitsluitend voor in Franse verslagen uit de tijd van de Guldensporenslag. Guillaume Guiart, die meevocht in de oorlog, vermeldde het wapen voor het eerst in verband met de veldtocht van 1297 en schreef: Goden-dac, c'est Bonjour à dire. Daarna komt de term ook voor in de kroniek van Froissart en bij Giovanni Villani. Hij is mogelijk afgeleid van 'dag', hetgeen dolk betekent in het Keltisch. Dagger is in het Engels 'dolk'. Goedendag wordt dan goede dolk.
Hendrik Conscience beschrijft in zijn 'Geschiedenis van België' de goedendag als volgt: Dit wapen, eene lange spar met ijzeren punten beide einden, was schrikkelijk in de handen der Vlamingen, en werd uit spotternij Goedendag genoemd, omdat men er den vijand zoo wel kon mede begroeten.
Een andere verklaring voor de naam zou voortkomen uit het gebruik van het wapen. Terwijl de vijand te paard aangestormd kwam knielden de Vlamingen neer, vlak voor het paard. Ze plantten hun goedendag schuin in de grond en richtten de punt van het wapen op de borstkas van het aanstormende paard. Het dier liep zich te pletter op de stalen pin die tot diep in de borst drong, het bezweek aan de verwonding en ging door de knieën. Hierdoor leek het alsof het paard knielde en 'goedendag' zei. Of nog wordt soms verteld dat men zou geprobeerd hebben de punt van de goedendag in de keel van ridders te steken, die dan een knikje zouden maken alsof ze goedendag zeiden. Beide verklaringen mogen echter naar het rijk der fabelen verwezen worden. 

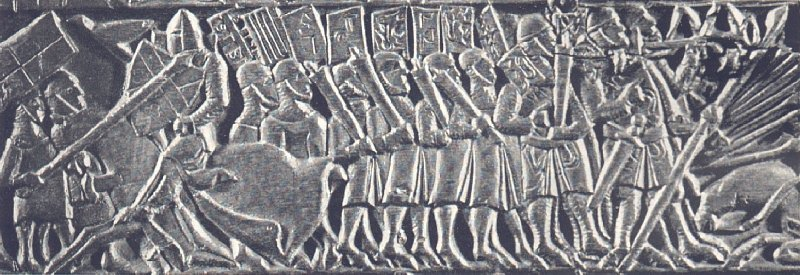
Groep strijders tijdens de Guldensporenslag. De mannen in het midden dragen een goedendag. (afbeelding van de Kist van Oxford)

Vaak wordt de goedendag verward met een ander, door het voetvolk gebruikt wapen: de ghecante pede met scerpe nagelen of morgenster. Deze strijdknots bestond uit een houten schacht met een verdikt uiteinde, dat met ijzeren punten was beslagen. Vaak wordt ook de strijdvlegel verkeerdelijk 'goedendag' genoemd.